# Marcelo Arévalo
Marcelo Arévalo González (n. 17 octombrie 1990) este un jucător profesionist de tenis din El Salvador care concurează mai ales la dublu. Cea mai bună clasare a sa la dublu este locul 5 mondial, în noiembrie 2022. A câștigat 12 titluri la dublu, inclusiv două titluri de Grand Slam la Roland Garros, în 2022 cu partenerul Jean-Julien Rojer și în 2024 cu Mate Pavić. El a devenit primul jucător din America Centrală care a cucerit un titlu major la dublu masculin. Anterior, mai ajunsese într-o finală de Grand Slam, pierzând la US Open 2021 în turneul de dublu mixt cu partenera Giuliana Olmos.
Cea mai bună clasare a sa la simplu este locul 139 mondial, în aprilie 2018. Arévalo este cel mai de succes jucător din El Salvador. Este fratele fostului tenismen Rafael Arévalo, iar perechea a reprezentat adesea El Salvador împreună în Cupa Davis.